# Salomé tatouée
Salomé ou Salomé tatouée est une peinture de Gustave Moreau commencée en 1874 et restée inachevée se caractérisant par l'ajout de motifs par-dessus la peinture originale, ce qui donne cet aspect tatoué caractéristique des dernières années du peintre.

## Historique
Cette peinture est commencée vers 1874 et restée inachevée. Ce sont d'autres Salomé qui sont présentées au Salon de 1876. Les motifs en surimpression sont ajoutés sur cette toile en 1890, après la mort d'Alexandrine Dureux.

## Description
Contrairement à L'Apparition, Jean-Baptiste est ici absent ; Salomé occupe le devant de la scène. Cette peinture est en fait une variante de Salomé dansant devant Hérode. Elle se tient de face, nue, légèrement déhanchée, visage de profil et bras gauche levé. On retrouve Hérode à l'arrière-plan sur un trône et le bourreau de saint Jean-Baptiste. Tout un décor se voit surimposé à la toile, donnant un aspect de tatouage.

## Interprétation
Ces motifs surimposés sont un procédé véritablement original qui ne trouve son origine dans aucune tradition académique. Cette technique permet à Moreau d'avoir une totale liberté dans l'application des couleurs, qu'il développe en grandes plages avant de les recouvrir de ce filet ornemental tout en lignes. Les motifs en tant que tels sont issus de sources très variées, on trouve ainsi des chapiteaux de Brive, Angoulême, Moissac et La Charité-sur-Loire.